# Shashawnee Hall
Shashawnee Hall, est un acteur américain, né le 27 décembre 1961 à Savannah (Géorgie), et mort le 29 mars 2021 à Los Angeles.

## Filmographie
Sauf indication contraire, les informations mentionnées dans cette section peuvent être confirmées par la base de données cinématographiques IMDb,  présente dans la section « Liens externes ».

### Cinéma et télévision
- 1981 : Stacy's Knights de Jim Wilson
- 1983 : Arnold et Willy (saison 6, épisode 15) : officier de police
- 1993 : Un drôle de shérif (saison 2, épisodes 10 et 11) : Dr Zadowski
- 1995 : Zero Tolerance de Joseph Merhi
- 1996 : Urgences (saison 3, épisode 21 et 22) : détective Ford
- 1997 : La Vie à tout prix (Chicago Hope, saison 4, épisode 7) : David Erickson
- 1997 : The Practice : Donnell et Associés (saison 2, épisode 8)
- 1998 : Sept à la maison (saison 3, épisode 17)
- 2001 : That’s Life (saison 2, épisode 14)
- 2001 : Division d'élite (saison 1, épisode 13)
- 2001 : À la Maison-Blanche (saison 3, épisode 7) : Russell Angler
- 2002 : Preuve à l'appui (saison 2, épisode 2) : Lester Marsh
- 2003 : JAG (saison 9, épisode 11) : Mr Watlee
- 2003 : Le Protecteur (saison 3, épisode 3) : Melvin Johnson
- 2003 : Malcolm (saison 5, épisode 8)
- 2005 : Bones (saison 1, épisode 15) : Ian Dyson
- 2006 : Médium (saison 3, épisode 3, 17 et 18) : le principal Phillips
- 2006 : FBI : Portés disparus (saison 5, épisode 19) : détective Tom King
- 2006 : La Dame de cœur de Mark Griffiths (téléfilm) : Larry Hartfield
- 2007 à 2008 : Life : agent Bodner
- 2007 : Shark (saison 2, épisode 4) : juge Watkins
- 2007 : Pandemic : Virus fatal (Pandemic) (TV) : Peter Sampson
- 2008 : Esprits criminels (saison 4, épisode 6) : détective Ashby
- 2009 : Cadeau d'adieu (Chasing a Dream) (TV) : Andrew Noble
- 2010 : The Closer : L.A. enquêtes prioritaires (saison 6, épisode 4) : agent de sécurité
- 2010 : L'Arbre des Vœux (Farewell Mr. Kringle) (TV) : Mayor Phil
- 2012 : Le Bodyguard de l'amour (Undercover bridesmaid) (TV) : Henry